# Epidot
Epidot – pospolity minerał z grupy krzemianów o szeroko rozpowszechnionym zasięgu. Nazwa pochodzi od greckiego epidosis = dodatek, ponieważ przez długi czas był uważany za odmianę turmalinu i po wyodrębnieniu konieczne było uzupełnienie klasyfikacji.

## Właściwości
Tworzy kryształy słupkowe, tabliczkowe, igiełkowe. Często z poprzecznymi zbrużdzeniami. Wykształca ponad 200 różnych postaci. Występuje w skupieniach zbitych, ziarnistych, włóknistych. Dobrze wykształcone kryształy spotykane są w druzach i szczelinach skalnych, gdzie tworzą szczotki krystaliczne. Jest kruchy, przezroczysty, w zależności od kierunku obserwacji zmienia swoją barwę od ciemnozielonej do żółtozielonej.

## Odmiany
- Allanit – brunatnoczarny lub czarny z domieszkami ceru, lantanu, itru, toru i uranu.
- Piemontyt – czerwonobrunatny, fioletowobrunatny lub czerwony z domieszką manganu.
- Pistacyt – żółtozielony (pistacjowozielony) bogaty w żelazo.
- Puszkinit – ciemnozielony z domieszką sodu i litu.
- Tawmawit – czerwonozielony z domieszką chromu.

## Występowanie
Występuje w druzach pegmatytów oraz w zmienionych granitach, granodiorytach i diorytach, gdzie stanowi produkt przeobrażeń hydrotermalnych.
Miejsca występowania: Austria – okolice Salzburga w Alpach (kryształy ciemnozielone o długości do 40 cm); Rosja – Ural (kryształy do 20 cm), USA – okolice Jeziora Górnego, Kalifornia, Massachusetts (kryształy do 15 cm); Meksyk, Brazylia – Minas Gerais, Mozambik, Francja, Włochy, Szwajcaria, Czechy, Norwegia, Finlandia.
W Polsce występuje na Dolnym Śląsku wśród granitów i pegmatytów okolic Strzegomia, Strzelina oraz w Tatrach.

## Zastosowanie
- kryształy epidotu znajdują zastosowanie w jubilerstwie – szlif fasetkowy
- ma znaczenie naukowe – wskaźnik warunków i charakteru metamorfizmu
- kamień wysoko ceniony i poszukiwany przez kolekcjonerów